# Jordbävningen i Chichi 1999
Jordbävningen i Chichi 1999 (traditionell kinesiska: 集集大地震; pinyin: jíjí dàdìzhèn), även känd som Jordbävning 921 (traditionell kinesiska: 九二一大地震) var en jordbävning som inträffade den 21 september, 1999, i centrala Taiwan, klockan 1.47 på morgonen lokal tid (20 september 17.47 Greenwichtid) och hade en magnitud på 7,6 på Richterskalan. Dess epicentrum fanns på 23,87 grader nordlig bredd, 120,75 grader östlig längd i Chichi i häradet Nantou, ungefär 12,5 kilometer väst om Sun Moon Lake. 

## Skadornas omfattning
Skador som förorsakats av jordbävningen (enligt uppgifter från inrikesministeriet). Det tog flera dagar innan man fick en inblick av skadorna, på grund av områdets topografiska egenskaper.
- 2 416 döda (inklusive saknade)
- 11 441 allvarligt skadade
- materiella skador till ett värde av 9,2 miljarder amerikanska dollar
- 44 338 helt raserade hus
- 41 336 svårt skadade hus

Efterskalv fortsatte att skaka Taiwan resten av natten. 

## Chelungpu-förkastningen
Jordbävningens epicentrum fanns i Ji-ji kommun. Den inträffade längsmed Chelungpuförkastningen i den västra delen av Taiwan. Förkastningslinjen sträcker sig längsmed de nedre delarna av centralbergen i häradena Nantou och Taichung. Vissa delar av marken i närheten av förkastningen höjde sig upp till sju meter. I närheten av Dongshih, nära förkastningens norra ände, uppstod ett sju meter högt vattenfall till följd av jordbävningen. Överallt i de mellersta delarna på öns västsida förstördes broar, vilket hindrade trafiken i flera veckor.
I Wufeng, en by i södra Taichung-häradet, var skadorna särdeles förödande; en skola i byn låg just på förkastningslinjen och skadades allvarligt av jordbävningen. I dag finns Naturvetenskapliga riksmuseets jordbävning 921-museum på platsen.